# Aliquandostipite khaoyaiensis
Aliquandostipite khaoyaiensis är en svampart som beskrevs av Inderb. 2001. Aliquandostipite khaoyaiensis ingår i släktet Aliquandostipite och familjen Aliquandostipitaceae.   Inga underarter finns listade i Catalogue of Life.